# Saison 1977-1978 du Sporting Étoile Club de Bastia
 (mars 2024).
Si vous disposez d'ouvrages ou d'articles de référence ou si vous connaissez des sites web de qualité traitant du thème abordé ici, merci de compléter l'article en donnant les références utiles à sa vérifiabilité et en les liant à la section « Notes et références ».
 (mars 2024).
Maillots
Chronologie
Saison précédente Saison suivante

## Rencontres de la saison

### Division 1
| Journée | Club                   | Résultat | Club                  | Date              |
| ------- | ---------------------- | -------- | --------------------- | ----------------- |
| J01     | SC Bastia              | 0-2      | AS Monaco             | 3 août 1977       |
| J02     | SC Bastia              | 1-2      | Girondins de Bordeaux | 9 août 1977       |
| J03     | AS Nancy-Lorraine      | 3-0      | SC Bastia             | 16 août 1977      |
| J04     | SC Bastia              | 3-0      | Stade de Reims        | 19 août 1977      |
| J05     | RC Strasbourg          | 1-1      | SC Bastia             | 30 août 1977      |
| J06     | SC Bastia              | 2-1      | Olympique lyonnais    | 2 septembre 1977  |
| J07     | Olympique de Marseille | 2-0      | SC Bastia             | 9 septembre 1977  |
| J08     | SC Bastia              | 3-0      | Valenciennes FC       | 17 septembre 1977 |
| J09     | FC Nantes              | 2-0      | SC Bastia             | 23 septembre 1977 |
| J10     | SC Bastia              | 3-2      | FC Rouen 1899         | 1er octobre 1977  |